# Christmas Sky
Christmas Sky è un album in studio natalizio del tastierista statunitense Jordan Rudess, pubblicato nel 2002.

## Tracce
1. White Christmas – 5:29
2. God Rest Ye Merry Gentlemen – 3:19
3. Silent Night – 3:56
4. The Little Drummer Boy – 3:22
5. I Wonder When I Wander – 4:31
6. The Christmas Song – 3:06
7. O Holy Night – 4:10
8. What Child Is This – 4:00
9. It Came Upon a Midnight Clear – 2:11
10. The First Noel – 4:06
11. Andelusion – 5:33